# Tom Springfield
Tom Springfield (eigentlich Dionysius Patrick O’Brien; * 2. Juli 1934 in London; † 27. Juli 2022) war ein britischer Filmkomponist und Liedtexter, der unter anderem mit seiner jüngeren Schwester Dusty Springfield zwischen 1960 und 1963 zum Folktrio The Springfields gehörte. Er komponierte das Lied Georgy Girl aus dem 1966 erschienenen Georgy Girl und wurde hierfür mit dem Texter Jim Dale bei der Oscarverleihung 1967 für den Oscar für den besten Song nominiert. Er verfasste zahlreiche Songs für The Seekers.

## Leben
Tom Springfield wurde unter dem Namen Dion O’Brien als ältestes Kind des in Britisch-Indien geborenen Buchhalters und Steuerberaters Gerard Anthony O’Brien (1904–1979; genannt „OB“) und dessen irischstämmiger Ehefrau Catherine Anne Ryle (1900–1974; genannt „Kay“) geboren. Seine jüngere Schwester Mary Isabel Catherine Bernadette O’Brien galt unter dem Künstlernamen Dusty Springfield als eine der erfolgreichsten Sängerinnen Großbritanniens sowie als Stilikone der 1960er Jahre und wurde wegen ihrer sehr ungewöhnlichen Soulstimme „The White Queen of Soul“ genannt. 1960 gründeten die Geschwister mit Tim Feild das Folktrio The Springfields, dem nach dem Austritt von Field seit 1962 bis zur Auflösung des Trios 1963 Mike Hurst angehörte. Neben dem Debütalbum Kinda Folksy (1961) erschienen 1962 Selftitled, The Springfields Sing Again sowie das erfolgreichste Album Silver Threads & Golden Needles, das 1962 für vier Wochen auf Platz 91 der britischen Musikcharts war. Zuletzt erschien 1963 noch Folk Songs from the Hills. Die erfolgreichsten Singles waren „Island of Dreams“ und „Say I Won’t Be There“ aus dem Album Selftitled, die jeweils für mehrere Wochen auf Platz 5 der britischen Singlecharts waren. Die Single „Island of Dreams“ belegte in den britischen Single-Jahrescharts 1963 Platz 4.
Nach der Auflösung der Gruppe war Springfield insbesondere als Liedtexter für Film- und Fernsehproduktionen wie The Arthur Haynes Show und The Kathy Kirby Show tätig und verfasste Texte zu Songs wie „Island of Dreams“, „Little Boat“, „Down and out“, „Maracabamba“, „My Only Love“ und „I’ll Never Find Another You“, das in der Version von The Seekers vom 19. Februar 1965 bis zum 4. März 1965 zwei Wochen auf Platz 1 der britischen Charts sowie in den Single-Jahrescharts 1965 ebenfalls auf Platz 1 war. Weitere bekannte Songs von Springfield sind „Walk With Me“, „A World of Our Own“, „The Olive Tree“ und „The Carnival is Over“, der in der Version von The Seekers vom 19. November 1965 bis zum 9. Dezember 1965 drei Wochen Platz 1 der britischen Charts belegte, während „A World of Our Own“ von The Seekers auf Platz 4 der britischen Single-Jahrescharts 1965 war. Für „I’ll Never Find Another You“ erhielt er 1966 in der Kategorie Most Performed Work den Ivor Novello Award, einen nach dem Musical-Komponisten Ivor Novello benannten, von der British Academy of Songwriters, Composers and Authors (BASCA) verliehenen britischen Preis für Songwriter und Komponisten.
Tom Springfield komponierte ebenfalls für The Seekers das Lied Georgy Girl aus dem 1966 erschienenen Film Georgy Girl und wurde hierfür mit dem Texter Jim Dale bei der Oscarverleihung 1967 für den Oscar für den besten Song nominiert. Zugleich wurden er und Dale bei den Golden Globe Awards 1967 für den besten Filmsong sowie bei der Verleihung des Laurel Award 1967 für den besten Filmsong nominiert. Sein für Anita Harris geschriebener Song „Just Loving You“ aus dem Soundtrack von Doktor Schiwago (1965) belegte in den britischen Single-Jahrescharts 1967 ebenfalls Platz 4.
Daneben schuf Springfield die Titelmelodien und die Musik zu den Fernsehserien The Four Seasons of Rosie Carr (1964), George and the Dragon (1966 bis 1968) sowie The Troubleshooters (1965 bis 1970). Beim Abschiedskonzert von The Seekers am 7. Juli 1968 in London sang die Leadsängerin Judith Durham solo „The Olive Tree“, einen Titel, den Springfield und Diane Lampert für sie komponiert hatten und den sie im Vorjahr als Solo-Single veröffentlicht hatte. Im Laufe seiner Karriere arbeitete er unter anderem mit Petr Hannig zusammen und zog sich 1970 aus dem Musikbusiness zurück. Seine Songs erschienen danach weiterhin im Soundtrack zahlreicher Filme und Fernsehserien wie Die Simpsons. Am 27. Juli 2022 verstarb Springfield 25 Tage nach seinem 88. Geburtstag.

## Auszeichnungen
Oscar
- Oscarverleihung 1967: Nominierung für den Oscar für den besten Song

Golden Globe Award
- 1967: Nominierung für den Golden Globe Award für den besten Filmsong

## Filmografie (Auswahl)
- 1966: Georgy Girl
- 1987: Der steinerne Garten
- 2009: Radio Rock Revolution
- 2011: Die Trauzeugen

## Diskografie
- Siehe auch: The Springfields